# Anthophora biciliata
Anthophora biciliata är en biart som först beskrevs av Amédée Louis Michel Lepeletier 1841. Den ingår i släktet pälsbin och familjen långtungebin.

## Taxonomi
Synonymen Anthophora mucida används fortfarande av en del auktoriteter.

## Beskrivning
Anthophora biciliata har svart grundfärg. Hanen har en gul ansiktsmask, medan honan har kraftig, övervägande vitaktig behåring i ansiktet. Mellankroppen har grå päls med stark inblandning av svarta hår samt vit päls på undersidan. De två främre tergiterna har grågul päls med inblandning av svarta hår på tergit 2 och hos hanen även tergit 1:s bakkant. Resten av bakkroppens ovansida är svarthårig, dock med vita hår på sidorna. Sterniterna, segmenten på bakkroppens undersida, har vita hår längs kanterna. Honan blir 16 till 17 mm lång, hanen 15 till 16 mm.

## Ekologi
Som alla i släktet är arten ett solitärt bi och en skicklig flygare som föredrar torra till halvtorra klimat. I Turkiet blr arten aktiv från juni, medan den längre söderut, i Israel och Palestina, är aktiv från slutet av mars till mitten av april. Biet är framför allt en bergsart, även om den i bland annat Israel även påträffats i kustområdena. Bland besökta blommor har i Turkiet noterats tistlar och ärtväxter som Onobrychis biebersteinii, medan den i Palestina har påträffats på arter som grästrädsväxten Asphodelus aestivus, oxtungorna Anchusa strigosa och vågbladig oxtunga, snokörterna Echium judaeum och Echium angustifolium, salvian Salvia fruticosa, ljungväxten Arbutus andrachne, solvändeväxten grå klippros samt olika klöverarter.

## Utbredning
Anthophora biciliata förekommer i Frankrike, Spanien, Schweiz, Italien, Grekland, Bulgarien, Rumänien, Ukraina, Ryssland, Turkiet, Marocko, Egypten, Israel och Palestina.